# The Bootlicker
The Bootlicker è l'undicesimo album dei Melvins, pubblicato nel 1999 dalla Ipecac Recordings. Questo album è il secondo di una trilogia che comprende anche The Maggot (1999) ed il successivo The Crybaby (2000). La trilogia verrà stampata in vinile nel 2000 con il titolo The Trilogy Vinyl. Nella versione CD dell'album, dopo l'ultimo pezzo si può ascoltare un accenno di Smells Like Teen Spirit, cover di un pezzo dei Nirvana, che sarà la canzone di apertura di The Crybaby.
King Buzzo in una recente intervista ha affermato che The Bootlicker è uno dei suoi preferiti nonostante le diverse critiche che ha ricevuto perché il suond si discosta moltissimo da quello dei Melvins e soprattutto da The Maggot (uno dei più oscuri e distorti). L'assenza di distorsioni e l'uso di una voce sommessa rendono l'album certamente originale e diverso ma nonostante ciò la forte presenza psichedelica e sperimentale dei Melvins è anche qui rilevabile sotto nuove vesti.

## Formazione

### Gruppo
- Buzz Osborne - voce, chitarra
- Kevin Rutmanis - basso
- Dale Crover - batteria, percussioni, voce

### Altri musicisti
- Eric Peterson - pianoforte sulla traccia 9

## Tracce
1. Toy (Osborne) - 1:09
2. Let It All Be (Osborne) - 10:48
3. Black Santa (Osborne) - 3:41
4. We We (Osborne) - 0:57
5. Up the Dumper (Osborne) - 2:23
6. Mary Lady Bobby Kins (Osborne) - 3:37
7. Jew Boy Flower Head (Osborne) - 6:06
8. Lone Rose Holding Now (Osborne) - 2:23
9. Prig (Osborne) - 8:47